# Argyranthemum haematomma
Argyranthemum haematomma — вид рослин з родини айстрові (Asteraceae), ендемік Мадейри.

## Опис
Досить розгалужений дерев'янистий багаторічний чагарник, що досягає 1,2 метра заввишки. Листки від 2 до 7 сантиметрів. Цвітіння відбувається з травня по липень.
Це рідкісний вид, що живе на скелястих і вологих схилах узбережжя. Протягом століть вирощувався в садах як декоративна рослина.

## Поширення
Ендемік архіпелагу Мадейра (о. Мадейра, Дезерташ).